# Xã Grant, Quận Sedgwick, Kansas
Xã Grant (tiếng Anh: Grant Township) là một xã thuộc quận Sedgwick, tiểu bang Kansas, Hoa Kỳ. Năm 2010, dân số của xã này là 4.973 người.